# کامیلو ۳۷۵۲

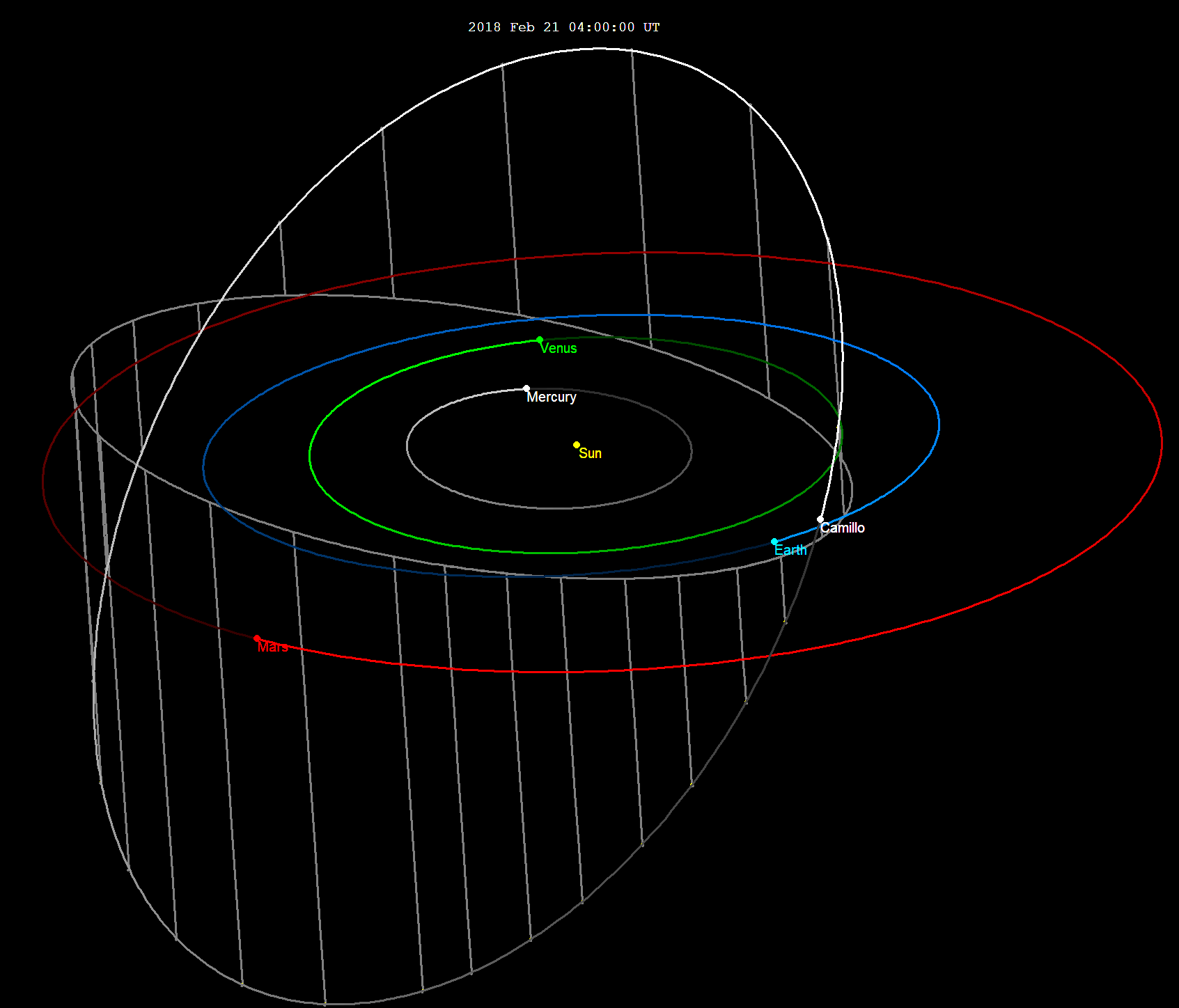
نمایی از محل قرارگیری سیارک کامیلو ۳۷۵۲ در مدار – ۲۰۱۸

سیارک ۳۷۵۲ (به انگلیسی: 3752 Camillo، نامگذاری:1985PA) سه هزار و هفتصد و پنجاه و دومین سیارک کشف شده‌است که در ۱۵ اوت ۱۹۸۵ کشف شد.
قدر مطلق سیارک برابر ۱۵٫۵۰ است.